# مرضية وحيد دستجردي
مرضية وحيد دستجردي (مرضيه وحيد دستجردي)، مواليد 11 فبراير 1959 بطهران، هي أستاذة جامعية إيرانية ونائبة سابقة في مجلس الشورى الإسلامي وهي تشغل حاليا وزيرة للصحة والتعليم الطبي. وعلى إثره فهي أول وزيرة في إيران منذ قيام الثورة الإيرانية الإسلامية وثالث وزيرة في تاريخ البلاد بعد فرخ‌رو بارسا ومهناز أفخمي.

## السيرة
مرضية وحيد دستجردي هي ابنة سيف الله وحيد دستجردي الذي كان يترأس جمعية الهلال الأحمر الإيراني. درست في جامعة طهران للعلوم الطبية عام 1976 واختصت في مجال التمريض والتوليد وتحصلت على شهادة الدكتوراه، كما ألفت أيضا العديد من الكتب في مجال الطب.

### السيرة الطبية
كانت عضوا في هيئة التدريس في جامعة طهران لمدة 13 سنة ومديرة جناح التمريض والتوليد هناك لمدة 6 سنوات. كانت عضوا مؤسسا في جمعية إيران العلمية المتخصصة في التكاثر والعقم، وعضوا في الجمعية الأمريكية للطب التناسلي بين 1993 و2000. ترأست مستشفى أراش من 2004 إلى 2009. كما عملت في لجان مختصة بتنظيم مؤتمرات تتعلق بالطب، كورشة عمل حول «التعليم العالي والتنمية في مجتمع قائم على المعرفة: نحو تعزيز الجودة وأهميتها في التعليم الطبي والمهني»، إضافة إلى المؤتمر الدولي الثاني في الأخلاقيات الطبية في إيران والذي نُظم في طهران خلال شهر أبريل 2008.
وهي عضو في هيئة تحرير مجلة الأسرة والصحة الإنجابية في جامعة طهران للعلوم الطبية، كما قامت بكتابة وترجمة العديد من الكتب في مجال الأمراض النسائية.

### السيرة السياسية
في سبتمبر من عام 2009، وافق مجلس الشورى الإسلامي على تعيينها كوزيرة للصحة والتعليم الطبي، حيث صوت 175 عضوا لصالحها مقابل 82 معارضا وامتناع 29 عن التصويت، ونافستها على هذا المنصب كل من فاطمة أجورلو وسوسن كيشافارز. هذا وتعتبر الدکتورة «مرضية وحيد دستجردي» أوّل إمراة في تاريخ إيران تصدّت وزارة الصحة بل هي الإمراة الأولی التي تصدّت منصب الوزارة بعد انتصار الثورة الإسلامية بإيران. کما تعتبر الإمراة الثالثة في تاريخ إيران کلّه حازت منصب الوزارة بعد «فرخ‌رو بارسا»، و «مهناز أفخمي».
وقد أصبحت عضواً بتأييد من مرشد الثورة الإسلامية الإمام الخامنئي في الهيئة الإدارية لجنة الإمام الخميني للإغاثة وذلك في الخامس من أبريل عام 2015م. وهي المستشارة لرئيس السلطة القضائية بإيران.
ساهمت وحيد دستجردي في تأسيس حزب سياسي عام 1993 والذي يُطلق عليه الجمعية الإسلامية للأطباء. اُنتخبت كممثلة عن طهران في المجلس الرابع من 1992 إلى 1996، وأعيد انتخابها أيضا عام 1996. كما تم ترشيحها كرئيسة لجنة مجلس شؤون الأسرة والمرأة والشباب في أغسطس عام 1997. ساهمت أيضا أثناء تواجدها في المجلس في تغييرات قانونية شملت التضييق على المرأة عند مطالبتها بالطلاق والحفاظ على حضانة أطفالها بعده، أو عند إجراء عملية الإجهاض.
وفي دورها في دعم المرأة وصفها أحد النقاد بأنها «من ضمن الأمهات التقيات التي خدمت الإسلام والجمهورية الإسلامية الإيرانية ودعمت واجباتهن نحو أزواجهن». وعارضت أيضا قرارا يقضي بعدم انضمام إيران إلى اتفاقية القضاء على جميع أشكال التمييز ضد المرأة التابع للأمم المتحدة. ساهمت في أبريل عام 1998 في وضع مسودة اقتراح للفصل الجنسي في المستشفيات والمؤسسات الطبية طبقا لأحكام الشريعة وبالتالي فإن النساء المريضات ستتم رياعتهن من قبل إطارات طبية نسائية. وجاء هذا القرار تأثرا بمستشفى إليزابيث غاريت أندرسون النسائي الذي كان سببا في تأسيس كلية الطب بلندن لشؤون المرأة. ولكن قُوبل بالرفض بسبب تكلفته الباهضة إضافة إلى تعرضه للنقد من قبل أطباء وموظفو الرعاية الصحية. كما سُنّ مخطط مماثل من أجل الفصل بين الجنسين عام 2006 بناءَ على قرار وحيد داستجردي السابق. ووصف رئيس مجلس أطباء الاختصاص الإيرانيين الخطة بأنها «لاتمت للواقع بِصِلة» مبررا ذلك قائلا «بسبب نقص الطبيبات المختصات في مناطق عدة». وساهمت أيضا في مايو عام 1999 في مظاهرات حاشدة في طهران احتجاجا على الحظر المفروض على ارتداء الحجاب في البرلمان التركي، وأدانت هذا الحظر باعتباره إهانة للمسلمين وجريمة ضد حقوق الإنسان.
وتُعتبر وحيد داستجردي، محافظة سياسيا، لكنها تؤيد دور للمرأة في المجتمع قائلة في خطاب موجه للبرلمانيين «يجب أن يكون للمرأة دور أكبر في شؤون البلاد»، كما قالت مؤكدةً «أعتقد أن المرأة اليوم وصلت لحلمها وهو وجودها في مجلس الوزراء لمتابعة مطالبها. وتُعتبر هذه خطوة مهمة بالنسبة للمرأة، وسيبقى رأسي مرفوعا عاليا».
á